# Prêmio ABL de Ficção romance teatro e conto
O Prêmio ABL de Ficção, romance, teatro e conto é um prêmio de literatura brasileiro, oferecido pela Academia Brasileira de Letras (ABL) aos autores dos melhores livros de romance, teatro e conto, desde 1999.
Existiram, anteriormente, até 1994, o Prémio Coelho Neto (romance) e o Prémio Afonso Arinos (contos).

## Premiados
- 2015 - Ana Miranda pela obra Musa praguejadora – a vida de Gregório de Matos
- 2014 - Luiz Vilela pela obra Você verá
- 2014 - Lya Luft pela obra O tigre na sombra
- 2013 - Alberto Mussa pela obra O senhor do lado esquerdo
- 2011 - Elvira Vigna pela obra Nada a dizer
- 2010 - José Rodrigo Lacerda pela obra Outra Vida
- 2009 - Silviano Santiago pela obra Heranças
- 2008 - José Alcides Pinto pela obra Tempo dos Mortos
- 2007 - Rubem Fonseca pela obra Ela e as outras
- 2006 - Edgard Telles Ribeiro pela obra Olho de Rei
- 2005 - Cristóvão Tezza pela obra O fotógrafo
- 2004 - João Gilberto Noll pela obra Mínimos múltiplos comuns
- 2004 - Ruy Câmara pela obra Cantos de outono - o romance da vida de Lautréamont
- 2003 - Ana Miranda pela obra Dias & Dias
- 2003 - Bernardo Ajzenberg pela obra A gaiola Faraday
- 2002 - Rui Mourão pela obra Invasões no carrossel
- 2001 - Mancos Santarita pela obra Mares do Sul
- 2000 - Clair de Mattos pela obra Mosaico em branco e preto
- 1999 - Sérgio Faraco pela obra Danças tango em Buenos Aires